# Stanisław Strasburger
Stanisław (Stan) Strasburger (* 3. August 1975 in Warschau) ist Schriftsteller, Publizist und freiberuflicher  Kulturmanager. Er arbeitet zudem an multimedialen Projekten zwischen Fotografie, Musik und Literatur und veröffentlicht auch unter den Künstlernamen Jan Subart und Jonasz Ryba.

## Leben und Schaffen
Stanisław Strasburger publiziert Belletristik und Reportagen, Essays, Feuilletons und kritische Texte. Seine Schwerpunkte sind plurikulturelle Identitäten, Mobilität, „EUtopie“ und Erinnerungskultur rund um Polen, Deutschland, Europa und den Mittelmeerraum, mit Exkursen in den russischen und spanischen Sprachraum. In seinem Schaffen stellt er Fragen nach Ähnlichkeiten und Unterschieden, Überlappungen, Empathie, Fremdheit und Heimat und der Rolle der Sprache und Literatur in einer globalen Welt.
Seine Veröffentlichungen erschienen in einer Vielzahl von Print- und Onlinemedien in Polen und in Deutschland wie auch in Übersetzung im Libanon, in Ägypten und in anderen Ländern (z. B. Frankfurter Allgemeine Zeitung, Fikrun wa Fann, Rzeczpospolita, Wieź, Odra, Tygiel Kultury, Deutsche Welle, As-Safir).
Ausschnitte aus seinem Debütroman, dem Geschichtenhändler, wurden öffentlich als mehrsprachige Leseperformance u. a. in Bremen, Köln, Beirut und Casablanca vorgetragen.
Er ist Initiator diverser Kulturprojekte zwischen Deutschland, Polen und dem Mittelmeerraum. Von 2011 bis 2016 leitete er das Residenzprogramm Kunst und Dokument. Köln-Beirut, das sich Themen um Erinnerungskultur und Vergangenheitsbewältigung in urbanen Gesellschaften widmete, und er war Initiator des Kooperationsvertrages für kulturelle Zusammenarbeit zwischen diesen beiden Städten. Zudem arbeitet er in den Bereichen Bildung, Kunst und Geschichte.
Stanisław Strasburger studierte Philosophie, Kunstgeschichte, Psychologie und Orientwissenschaften an den Universitäten Warschau, Köln und Bonn.
Er lebt und arbeitet abwechselnd in Berlin (früher Köln) und Warschau, zeitweise auch in mediterranen Städten wie Beirut oder Granada.

## Werke
- Jan Subart: Handlarz wspomnień. Warschau 2009, Roman und Hörspiel-CD ISBN 978-83-89632-51-7. 
  - Stanisław Strasburger: Der Geschichtenhändler oder Der Wettkampf der Dichter: Roman. Übersetzung Simone Falk. Zürich : Secession Verlag, 2018
- Stanisław Strasburger und Marta Bogdańska, A Journey To A Perfect Fantasy, Warschau/ Beirut 2010, Fotocollagenreihe
- Jan Subart: Opętanie. Liban. Warschau 2015, ISBN 978-83-64822-10-0
  - Stanisław Strasburger: Besessenheit. Libanon : eine Sachbuchfiktion. Übersetzung Simone Falk. Zürich : Secession Verlag, 2016
- Der Koffer ein literarisches Fotoprojekt von Ali Ghandtschi und Mark Giannori[14]
- Grzegorz Szymanik, Julia Wizowska: Mitternacht in Donezk : eine literarische Reportage. Übersetzung aus dem Polnischen Stanisław Strasburger. Berlin: Secession Verlag, 2024

## Preise und Stipendien
- Stipendiat der Kunststiftung NRW für den Roman Der Geschichtenhändler (2007)[15]
- Förderung des Adam Mickiewicz Institutes (Polnisches Kultusministerium) für A Journey To A Perfect Fantasy (2010)[16]
- Stipendiat des Goethe-Instituts und der UNESCO-Literaturstadt Reykjavík[17]